# Josep Simó i Bofarull
Josep Simó i Bofarull (Reus, 1890 - 1966) va ser un arquitecte català, germà de Jaume Simó i Bofarull.
Va fer el batxillerat als jesuïtes de Barcelona i estudià arquitectura a l'Ecole speciale d'architecture de París. Entre les seves obres destaquen la remodelació del Cine Kursaal, la construcció del Cine Pathé, i de l'edifici que ocupava el Banc de Catalunya a la Rambla de Barcelona. A Reus remodelà el Palau dels marquesos de Tamarit com a seu pel Centre de Lectura, finançat per Evarist Fàbregas, i per a aquest financer, va construir Cal Fàbregas, a la plaça de Catalunya de Reus i va remodelar el Mas dels Frares (la Febró) . A la seva ciutat va construir l'Institut de Puericultura, les oficines de la Casa Sabater i l'estadi del Reus Deportiu. A Salou projectà l'USSA, un establiment de banys i va construir alguns xalets, com el Xalet Torremar, per a Eduard Recasens i Mercadé, avui seu del patronat de turisme de Salou. Va articipar en l'organització de l'urbanisme turístic de la zona. Al final de la seva vida es dedicà a projectes de decoració i va fer propostes per la remodelació del Castell del Cambrer de la seva ciutat. El seu estil arquitectònic és noucentista
Va col·laborar assíduament al Diario de Reus, La Veu del Camp i la Revista del Centre de Lectura. D'ideologia liberal, va ser alcalde de Reus el 1917. Durant la Guerra Civil, i com a cap de Defensa Passiva de Reus, projectà la xarxa de refugis subterranis de la ciutat. Publicà una monografia sobre la salubritat al camp que li valgué l'entrada a la Societat Espanyola d'Higiene.